# Pável Bulgakov
Pável Illyich Bulgakov (3 de agosto de 1856 - 1940) fue un comandante imperial ruso de división y cuerpo. Luchó en la guerra contra el Imperio otomano. Tomó parte en la invasión rusa de Prusia Oriental, una parte el Imperio alemán. El 18 de febrero de 1915, sus fuerzas fueron rodeadas por el Décimo Ejército alemán en el bosque de Augustow. El 21 de febrero de 1915 él y los hombres supervivientes se rindieron. Esto proporcionó tiempo para que el resto del Décimo Ejército ruso pudiera formar una nueva posición defensiva. Bulgakov fue hecho prisionero por los alemanes y permaneció en cautividad hasta después del Tratado de Brest-Litovsk. El 3 de agosto de 1918 fue liberado. Viajó en tren a Mtsensk en el Oblast de Oriol, donde fue hospitalizado tras llegar el 8 de agosto de 1918. El 6 de septiembre de 1918 fue a Bălți, Besarabia (ahora en Moldavia, entonces controlado por Rumania). Permaneció ahí durante la duración de la guerra civil rusa y tras la victoria bolchevique. Murió poco después de que Besarabia fuera anexionada por la Unión Soviética.

## Condecoraciones
- Orden de San Estanislao, 3.ª clase, 1879
- Orden de San Vladimir, 3.ª clase, 1898
- Orden de San Estanislao, 1.º clase, 1905
- Orden de Santa Ana, 1.ª clase, 1910
- Orden de San Jorge, 4.ª clase (13 de enero de 1915)
- Orden del Águila Blanca (Rusia) (26 de febrero de 1915)